# William Chalmers (trener)
William Chalmers (ur. 24 lipca 1907 w Bellshill, zm. 16 lipca 1980) – szkocki piłkarz i trener piłkarski.
Przez jeden sezon (1948/1949) pełnił funkcję szkoleniowca włoskiego klubu Juventus F.C. Był jedenastym w historii trenerem Starej Damy. Jego poprzednikiem był Włoch Renato Cesarini, a następcą Anglik Jesse Carver.